# Бровкин, Алексей Николаевич
Алексей Николаевич Бровкин (23 февраля 1906, Путивль — апрель 1983, Киев) — министр внутренних дел Украинской ССР, генерал внутренней службы 3-го ранга (1957 год).

## Биография
Родился в семье кочегара.
Окончил профтехшколу в Сумах (12.22-07.23).
Трудовая деятельность:
- 08.22-12.22 рабочий, весовщик, лаборант Веринского сахарного з-да, с. Николаевка Сумск. уезда Харьк. губ.;
- 07.23-01.24 лаборант Сумско-Степановского сахарного завода, с. Степановка;
- 01.24-04.24 истопник 5 сов. школы, Сумы;
- 04.24-08.24 безработный, Сумы;
- 08.24-01.25 лаборант Сумско-Степановского сахарного з-да;
- 01.25-01.29 слесарь-электромонтер Краснозвездного рафинадного з-да, Сумы;

В 01.1929 — 03.1930 окончил вечерний рабочий институт машиностроения в Сумах.
Член ВКП(б) с 08.1930.
- 03.30-02.33 зав. КБ и зав. планово-произв. отд. з-да Реммаштреста, Харьков;
- 02.33-01.39 гл. инженер, техн. директор з-да Реммаштреста;
- 01.39-04.41 нач. упр. местной топливной пром-сти Харьковского облисполкома;
- 04.41-1941 секретарь Харьковского горкома КП(б)У по машиностроению;
- 1941-01.42 секретарь Купянского и Куйбыш. горкомов КП(б)У по машиностроению;
- 01.42-1942 секретарь Нижнетагильского горкома ВКП(б) по машиностроению;
- 1942—1945 2-й секретарь Нижнетагильского горкома ВКП(б);
- 1945-07.46 1-й секретарь Нижнетагильского горкома ВКП(б);
- 08.46-10.51 зам. зав. отд. машиностроения ЦК КП(б)У.

В органах МГБ-МВД:
- 24.10.51-16.03.53 зам. министра ГБ УССР;
- 04.53-05.54 зам. нач. отд. парт., профсоюзных и комсомольских органов ЦК КПУ;
- 18.05.54-16.03.56 зам. министра внутр. дел УССР;
- 16.03.56-10.08.56 нач. упр. милиции и зам. министра внутр. дел УССР;
- 10.08.56-09.04.62 министр внутр. дел УССР;
- 04.62-10.68 нач. ВШ МВД-МООП УССР.

Звания: полковник 17.11.51; генерал внутренней службы 3 ранга 17.05.57.
10.68-01.70 пенсионер; инженер Госплана УССР. 01.70-04.77 пенсионер с 04.77, Киев.

## Государственные награды
- два ордена Трудового Красного Знамени (1945, 04.11.67);
- орден Красной Звезды (10.03.43);
- орден «Знак Почёта» (12.05.48),
- 12 медалей;
- знак «50 лет пребывания в КПСС».